# Gulam Noon, Baron Noon
Gulam Kaderbhoy Noon, Baron Noon MBE (* 24. Januar 1936 in Bombay; † 27. Oktober 2015 in London) war ein britischer Geschäftsmann indischer Herkunft und von 2011 bis zu seinem Tod für die Labour Party Mitglied des House of Lords. Er stammte von den Rajputen ab.

## Leben
Noon gründete mehrere Nahrungsmittelunternehmen im Londoner Stadtteil Southall, die sich auf die indische Küche spezialisiert haben. Das größte dieser Unternehmen ist das 1987 gegründete Noon Products, das 2005 von der Kerry Group übernommen wurde. Im Jahr 2006 wurde er in der von der Sunday Times geführten Rich List auf Platz 888 mit einem geschätzten Vermögen von 65 Millionen Pfund Sterling geführt. Ein eventueller Zusammenhang der Titelvergabe als Baron Noon mit Parteispenden und Krediten an die Labour Party wurde im Rahmen der Cash for Honours Untersuchungen öffentlich thematisiert. Noon überlebt die Anschläge in Mumbai 2008.

## Auszeichnungen
- 1996 erhielt er den Order of the British Empire für seine Verdienste in der Lebensmittelbranche.[3]
- 2002 erhielt er den Titel eines Knight Bachelor.[4]
- 2011 wurde er zum Life Peer mit dem Titel Baron Noon, of St John’s Wood in the London Borough of Camden ernannt und war seitdem Mitglied im britischen House of Lords.[5]